# Rivière Landroche
Pour les articles homonymes, voir Landroche.
La rivière Landroche est un affluent de la rive sud du lac Saint-Pierre lequel est traversé vers le nord-est par le fleuve Saint-Laurent. La rivière Landroche coule dans la municipalité de Baie-du-Febvre, dans la municipalité régionale de comté (MRC) de Nicolet-Yamaska, dans la région administrative du Centre-du-Québec, au Québec, au Canada.

## Géographie
Les principaux bassins versants voisins de la rivière Landroche sont :
- côté nord : Lac Saint-Pierre, Fleuve Saint-Laurent ;
- côté est : rivière des Frères, rivière Nicolet, rivière Nicolet Sud-Ouest ;
- côté sud : rivière Lévesque, rivière Saint-François ;
- côté ouest : rivière Colbert, rivière Lévesque, rivière Saint-François.

La rivière Landroche tire sa source de ruisseaux agricoles situés dans le territoire de la municipalité of Baie-du-Febvre, presque à la limite de Saint-Elphège, au nord du village. La rivière Landroche débute à la confluence du ruisseau Roland-Lemire et le cours d'eau Geoffroy. Cette confluence est située sur la limite municipale de Saint-Elphège et de Baie-du-Febvre.
Depuis sa source, le cours de la rivière Landroche s'écoule sur 10 kilomètres ( Unité «  » inconnue du modèle {{Conversion}}.) vers le nord-ouest, généralement en zone agricole, avec un dénivelé de 24 kilomètres ( Unité «  » inconnue du modèle {{Conversion}}.). Le cours de la rivière croise le Chemin du Pays-Brûlé, route 132 et Chemin des Huit.
La rivière Landroche coule vers le nord-ouest en zone agricole, en traversant la route 132. La rivière se déverse sur la batture de la Pierre à Chaux sur la rive sud du Lac Saint-Pierre, près de la Pointe Gabriel, au nord-est du village de Baie-du-Febvre.

## Toponymie
Le toponyme "rivière Landroche" a été officialisé le 8 août 1980 à la Commission de toponymie du Québec.